# Nicolas Luton Durival
Nicolas-Luton Durival (* 13. November 1713  in Commercy (Lorraine); † 21. Dezember 1795 in Heillecourt) war ein französischer Verwaltungsbeamter  und Enzyklopädist.

## Leben und Wirken
Sein Vater war der Officier de la garde robe de Son Altesse royale (S.A.R.) Jacques Durival er war seit dem 29. Oktober 1712 mit Anne Humblot in Commercy verheiratet, das Paar hatte vier Kinder zwei Söhne neben den ältesten Nicolas-Luton Durival noch zwei jüngere weitere Söhne, Claude Durival (1728–1805), Jean-Baptiste Luton Durival und zwei Töchter Catherine und Marie Anne Durival.
Nicolas Durival verbrachte seine gesamte berufliche Tätigkeit, ähnlich seinem jüngern Bruder, in der Verwaltung von Lothringen. Doch zuvor erhielt er eine gute Ausbildung in der dortigen Administration, so dem  bureaux de l'Intendance de Lorraine. Hiernach  wurde er  zunächst, zwischen 1737 und 1751,   Sekretär  unter dem  Kanzler des Herzogtums Lothringen  Antoine-Martin Chaumont de La Galaizière, chancelier de Lorraine. Hiernach wurde er zum Staatssekretär des Rates und der Finanzen, secrétaire des conseils d’État et des finances unter Stanislaus I. Leszczyński ernannt. Später wechselte er nach Nancy und übernahm die Aufgaben eines Generalleutnants der Polizei,   lieutenant général de police à Nancy. Diese Funktion füllte er bis 1790 aus, um dann zum Verwaltungsdirektor  von Nancy, administrateur municipal à Nancy ernannt zu werden.
Er beschäftigte sich  zwanzig Jahre lang  mit  der Beschreibung von Lothringen und Barrois. So beschrieb er viele regionale soziale und historische Ereignisse von Lorraine.
Durival war seit 1760 Mitglied der Akademie der Nancy. Obwohl er die meiste Zeit seines Lebens Erwerbstätigkeit war, blieb er arm.
Durival arbeitete auch an der Encyclopédie von Denis Diderot mit, so schrieb er mehrere Artikel über die Geschichte, Zoll, Landwirtschaft, Geographie und Sitten von Lothringen.

## Werke (Auswahl)
- Mémoire sur la Lorraine et le Barrois, suivi de la Table alphabétique..., etc. Nancy, 1753,
- Taille alphabétique des villes, bourgs, villages et hameaux de la Lorraine et du Barrois. Nancy, 1748
- Coutume particulière à la Bresse, village de Lorraine. Nancy, 1754
- Principes sur le pacage, le vain pâturage et le parcours. Nancy, 1756,
- Mémoire sur la clôture des héritages, le vain pâturage et le parcours, en Lorraine. Thomas père et fils, Nancy, 1763
- Introduction à la description de la Lorraine et du Barrois. Nancy, 1774
- Description de la Lorraine et du Barrois. Nancy, 1778-79-83, 4 vol.